# Opisthopsis respiciens
Opisthopsis respiciens es una especie de hormiga del género Opisthopsis, tribu, Camponotini, orden Hymenoptera. Fue descrita por Smith en 1865.

## Distribución
Se distribuye por Australia.

## Hábitat
Habita en la vegetación baja, troncos talados, en las copas de árboles y lechos fluviales. Se ha encontrado a elevaciones de 5-400 metros.